# Desmiphora durantoni
Desmiphora durantoni là một loài bọ cánh cứng trong họ Cerambycidae.